# Municipio de Pike (condado de Potter)
El municipio de Pike (en inglés: Pike Township) es un municipio ubicado en el condado de Potter en el estado estadounidense de Pensilvania. En el año 2000 tenía una población de 292 habitantes y una densidad poblacional de 3 personas por km².

## Geografía
El municipio de Pike se encuentra ubicado en las coordenadas 41°44′00″N 77°36′59″O / 41.73333, -77.61639.

## Demografía
Según la Oficina del Censo en 2000 los ingresos medios por hogar en la localidad eran de $30,625 y los ingresos medios por familia eran $43,333. Los hombres tenían unos ingresos medios de $35,208 frente a los $18,125 para las mujeres. La renta per cápita para la localidad era de $17,220. Alrededor del 7,8% de la población estaban por debajo del umbral de pobreza.